# Gary Peters (Politiker)

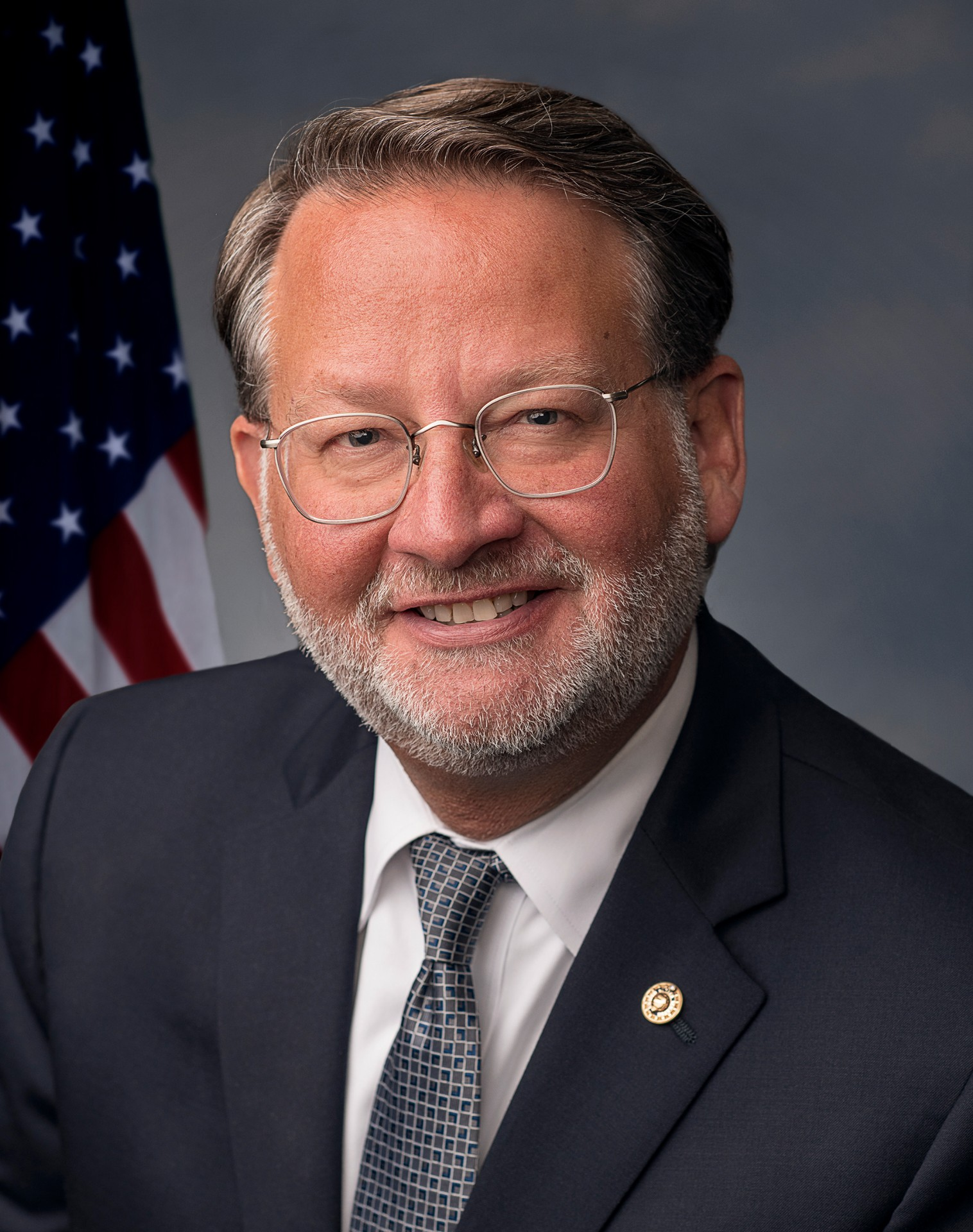
Gary Peters (2018)

Gary Charles Peters (* 1. Dezember 1958 in Pontiac, Michigan) ist ein amerikanischer Politiker der Demokratischen Partei. Seit 2015 vertritt er den Bundesstaat Michigan im Senat der Vereinigten Staaten. Zuvor hatte der Investmentbanker und Dozent ab 2009 dem Repräsentantenhaus angehört und verschiedene Ämter und Mandate auf lokaler und regionaler Ebene innegehabt.

## Familie, Ausbildung und Beruf
Gary Peters ist der Sohn des aus Rochester stammenden Herb Peters und der Französin Madeleine Vignier. Sie lernten sich kennen, als der Vater für die Vereinigten Staaten wegen des Zweiten Weltkriegs in Frankreich diente, und heirateten dort 1946. Sie ließen sich in Michigan nieder, wo Peters geboren wurde und aufwuchs und sein Vater Lehrer, Lokalhistoriker und Sportreporter war; seine Mutter war Krankenpflegerin. Gary Peters schloss 1980 das Alma College mit dem Bachelorgrad in Politikwissenschaft ab und studierte danach an der University of Detroit, an der er 1984 den Master of Business Administration erwarb. Anschließend erwarb er 1989 an der Wayne State University den Juris Doctor und 2007 einen Master in Philosophie an der Michigan State University.
Zwischen 1993 und 2000 und nochmals von 2001 bis 2005 gehörte er der Reserve der US Navy als Specialist an (Seabees). Er leistete aktiven Dienst am Persischen Golf und nochmals nach den Terroranschlägen am 11. September 2001. Peters arbeitete als Börsenmakler an der New York Stock Exchange und Investmentbanker. Zudem lehrte an der Oakland University in Rochester und an der Wayne State University in Detroit Finanz- und Wirtschaftswesen. An der Central Michigan University unterrichtete er Politikwissenschaft. Er gehört dem Board of Directors von Common Cause Michigan an.
Der Angehörige der Episkopalkirche ist mit Colleen Ochoa verheiratet, mit der er drei Kinder hat. Privat lebt das Paar in Bloomfield Hills.

## Politische Laufbahn
In den Jahren 1991 bis 1993 saß Peters im Stadtrat von Rochester; nach seiner Wahl 1994 gehörte er ab 1995 dem Senat von Michigan an, wurde 1998 wiedergewählt und schied im Jahr 2002 aus dem Parlament aus. Im selben Jahr bewarb er sich erfolglos um das Amt des Attorney General Michigans. Im folgenden Jahr wurde er zum Lotteriebeauftragten des Staates ernannt und arbeitete in dieser Funktion von 2003 bis 2007. Dabei gelang es ihm, durch neue Spiele die Einnahmen zu erhöhen, die in Michigan in die Bildung investiert werden.
Bei der Wahl 2008 wurde Peters im 9. Kongresswahlbezirk Michigans in das US-Repräsentantenhaus in Washington, D.C. gewählt, in dem er am 3. Januar 2009 die Nachfolge von Joe Knollenberg antrat. Er schlug den langjährigen Mandatsinhaber der Republikaner in einem strukturell konservativen Wahlkreis und zog Kritik aus den Reihen moderater Demokraten auf sich. 2010 und 2012 wiedergewählt, gehörte er drei Mandatszeiten lang dem Repräsentantenhaus an, nach dem Neuzuschnitt der Wahlkreise infolge des United States Census 2010 ab 2013 im verlässlicher demokratischen 14. Kongresswahlbezirk. Im Repräsentantenhaus war Peters unter anderem Mitglied der Ausschüsse für Finanzen und Wissenschaft.
Im November 2014 bewarb Peters sich bei der Senatswahl um die Nachfolge seines nicht mehr kandidierenden Parteikollegen Carl Levin. Er setzte sich gegen die Republikanerin Terri Lynn Land durch und wechselte damit am 3. Januar 2015 innerhalb des Kongresses in den Senat. Dort gehört er unter anderem den Ausschüssen für die bewaffneten Streitkräfte, Handel und Heimatschutz an. Seit Januar 2021 ist er in letzterem der Vorsitzende.
Bei der Senatswahl 2020 setzte sich Peters gegen den republikanischen Gegenkandidaten John James durch und trat ab Januar 2021 eine weitere, sechsjährige Amtszeit bis Januar 2027 an. Im Januar 2025 gab Peters bekannt, danach nicht wieder kandidieren zu wollen.

## Positionen und Aktionen
Peters gilt als verlässlich mit der Parteilinie abstimmender Senator, der Präsident Barack Obama bei vielen Projekten unterstützte, insbesondere der Gesundheitsreform Obamacare. Er hat sich für eine umfassende Einwanderungsreform und die Erhöhung des Mindestlohns eingesetzt.
Für seine Arbeit im Handels- und Wissenschaftsausschuss erhielt er 2018 in der University of Michigan die Auszeichnung Champion of Science der Science Coalition. Seit 2016 macht Peters jeden August eine mehrtägige Motorradtour durch Michigan, bei der er mit Wählern ins Gespräch kommt.

## Navigationsleisten
| Personendaten    | Personendaten                                      |
| ---------------- | -------------------------------------------------- |
| NAME             | Peters, Gary                                       |
| ALTERNATIVNAMEN  | Peters, Gary Charles (vollständiger Name)          |
| KURZBESCHREIBUNG | amerikanischer Politiker der Demokratischen Partei |
| GEBURTSDATUM     | 1. Dezember 1958                                   |
| GEBURTSORT       | Pontiac, Michigan                                  |